# Ludwig Ehrlich
Ludwig Ehrlich (* 24. Dezember 1813 in Filehne; † 4. Juli 1884 in Klein-Morin) war ein deutscher Parlamentarier und evangelischer Pastor.
Ludwig Ehrlich war von 1846 bis 1884 evangelischer Pastor in Klein-Morin, Provinz Posen. Erzogen wurde er als Hausschüler an der Lateinischen Schule der Franckeschen Stiftungen in Halle vom Oktober 1829 bis zum März 1835. Das Abitur legte er im September 1835 allerdings am Gymnasium Eisleben ab. Nach seinem theologischen Studium an der Universität Greifswald und der neu gegründeten Friedrich-Wilhelms-Universität in Berlin bestand er 1839 mit Erfolg die theologische Prüfung vor dem Königlichen Konsistorium in Posen. 1846 übernahm er die im selben Jahr neu gegründete Parochie Klein-Morin (Diözese Inowraclaw), die er bis zu seinem Tode 1884 betreute. Im Oktober 1848 wurde er als Ersatzmann für den Abgeordneten Emil Alexander Wilhelm Senff, der den Wahlbezirk 1 Inowraclaw (Hohensalza) vertrat, in die Frankfurter Nationalversammlung berufen. Ludwig Ehrlich gehörte der Frankfurter Nationalversammlung von November 1848 bis März 1849 an. Er hat die Verfassungsurkunde vom 28. März 1849, die Paulskirchenverfassung, mitunterzeichnet als „Ludwig Ehrlich aus Murzinek, Abgeord. für den Kreis Inowraclaw“.